# Museu da Música Mecânica
O Museu de Música Mecânica é um museu localizado em Arraiados, Pinhal Novo, no município de Palmela, dedicado à coleção de Luís Cangueiro de instrumentos de música mecânica, fonógrafos, gramofones e peças relacionadas.
O edifício do Museu da Música Mecânica é da autoria do arquiteto Miguel Marcelino. O projeto consiste numa caixa opaca e abstracta apenas com uma concavidade que assinala a entrada do edifício, estabelecendo de certa forma um paralelismo com uma caixa de música, não só pela geometria como também pelo seu lado misterioso e enigmático. Em 2021 o edifício foi classificado como Monumento de Interesse Municipal.
Foi inaugurado em 2016 pelo Presidente da República, Marcelo Rebelo de Sousa.

## Coleção
A coleção Luís Cangueiro é composta por milhares de peças representativas e correlacionadas com o universo da música mecânica, sucessivamente reunidas desde 1987.
Nela incluem-se os mais de seiscentos instrumentos de música mecânica, autómatos, fonógrafos e gramofones, provenientes na quase totalidade do estrangeiro, nomeadamente dos Estados Unidos, do Japão e de países europeus, onde se incluem França, Alemanha, Suíça, Inglaterra, Itália, Espanha, Bélgica, Áustria, Holanda, Rússia e, também, Portugal.

A peça mais antiga é um órgão francês de cilindro de madeira, de tubos, dos finais do século XVIII.